# Bożidar Łukarski
Bożidar Łukarski, bułg. Божидар Лукарски (ur. 23 czerwca 1972 w Perniku) – bułgarski prawnik i polityk, od 2013 do 2018 przewodniczący Związku Sił Demokratycznych (SDS), minister gospodarki (2014–2017).

## Życiorys
Ukończył w 1996 studia prawnicze na Uniwersytecie Sofijskim im. św. Klemensa z Ochrydy. W latach 1998–2002 pracował jako ekspert ds. prawnych w agencji zajmującej się prywatyzacją. Następnie był sekretarzem (do 2003) i zastępcą burmistrza (do 2007) sofijskiego rejonu Mładost. W 2008 podjął prywatną praktykę adwokacką.
W 1999 dołączył do Związku Sił Demokratycznych, od 2010 kierował komisją rewizyjną partii. W lipcu 2013 Bożidar Łukarski został wybrany na przewodniczącego SDS. Był jednym ze współtwórców koalicyjnego Bloku Reformatorskiego. Z jego ramienia w przedterminowych wyborach parlamentarnych w październiku 2014 uzyskał mandat posła do Zgromadzenia Narodowego 43. kadencji.
7 listopada 2014 objął urząd ministra gospodarki w drugim rządzie Bojka Borisowa. Sprawował go do stycznia 2017. W 2018 na funkcji przewodniczącego związku, który utracił parlamentarną reprezentację, zastąpił go Rumen Christow.